# Südafrikanische Cricket-Nationalmannschaft in England in der Saison 2022
Die Tour der südafrikanischen Cricket-Nationalmannschaft nach England in der Saison 2022 fand vom 17. Juli bis zum 12. September 2022 statt. Die internationale Cricket-Tour war Bestandteil der Internationalen Cricket-Saison 2022 und umfasste drei Tests, drei ODIs und drei Twenty20s. Die Tests waren Bestandteil der ICC World Test Championship 2021–2023. Südafrika gewann die Twenty20-Serie 2–1, England die Test-Serie 2–1, während die ODI-Serie 1–1 unentschieden endete.

## Vorgeschichte
England bestritt zuvor eine Tour gegen Indien, Südafrika in Indien. Das letzte Aufeinandertreffen der beiden Mannschaften bei einer Tour fand in der Saison 2020/21 in Südafrika statt.

## Stadien
Die folgenden Stadien wurden für die Tour als Austragungsort ausgewählt.
| Stadion                     | Stadt             | Kapazität | Spiele         |
| --------------------------- | ----------------- | --------- | -------------- |
| Bristol County Ground       | Bristol           | 17.500    | 1. T20         |
| Sophia Gardens              | Cardiff           | 15.643    | 2. T20         |
| Emirates Durham             | Chester-le-Street | 17.000    | 1. ODI         |
| Headingley Stadium          | Leeds             | 17.000    | 3. ODI         |
| The Oval                    | London            | 23.500    | 3. Test        |
| Lord’s Cricket Ground       | London            | 30.000    | 1. Test        |
| Old Trafford Cricket Ground | Manchester        | 19.000    | 2. Test 2. ODI |
| Rose Bowl                   | Southampton       | 6.500     | 3. T20         |

## Kaderlisten
Südafrika benannte seine Kader am 29. Juni 2022.
England benannte seine ODI- und Twenty20-Kader am 15. Juli 2022.
| Test | Test | ODI | ODI | Twenty20 | Twenty20 |
| England | Südafrika | England | Südafrika | England | Südafrika |
| --- | --- | --- | --- | --- | --- |
| - Ben Stokes (K) - James Anderson - Jonny Bairstow - Stuart Broad - Harry Brook - Zak Crawley - Ben Duckett - Ben Foakes (wk) - Jack Leach - Alex Lees - Craig Overton - Matty Potts - Ollie Pope - Ollie Robinson - Joe Root | - Dean Elgar (K) - Sarel Erwee - Marco Jansen - Simon Harmer - Keshav Maharaj - Aiden Markram - Wiaan Mulder - Lungi Ngidi - Anrich Nortje - Duanne Olivier - Keegan Petersen - Kagiso Rabada - Ryan Rickelton - Lutho Sipamla - Glenton Stuurman - Rassie van der Dussen - Kyle Verreynne (wk) - Khaya Zondo | - Jos Buttler (K) - Moeen Ali - Jonny Bairstow - Brydon Carse - Sam Curran - Liam Livingstone - Craig Overton - Matty Potts - Adil Rashid - Joe Root - Jason Roy - Phil Salt - Ben Stokes - Reece Topley - David Willey | - Keshav Maharaj (K) - Quinton de Kock (wk) - Reeza Hendricks - Marco Jansen - Heinrich Klaasen - Janneman Malan - Aiden Markram - David Miller - Lungi Ngidi - Andile Phehlukwayo - Dwaine Pretorius - Anrich Nortje - Tabraiz Shamsi - Rassie van der Dussen - Lizaad Williams - Khaya Zondo - Kyle Verreynne | - Jos Buttler (K) - Moeen Ali - Jonny Bairstow - Harry Brook - Sam Curran - Richard Gleeson - Chris Jordan - Liam Livingstone - Dawid Malan - Adil Rashid - Jason Roy - Phil Salt - Reece Topley - David Willey | - David Miller (K) - Gerald Coetzee - Quinton de Kock (wk) - Reeza Hendricks - Heinrich Klaasen - Keshav Maharaj - Aiden Markram - Lungi Ngidi - Anrich Nortje - Wayne Parnell - Andile Phehlukwayo - Dwaine Pretorius - Kagiso Rabada - Rilee Rossouw - Tabraiz Shamsi - Tristan Stubbs - Rassie van der Dussen |

## Tour Matches
| 12. Juli Scorecard | Taunton | Südafrika 318-9 (50)                | – | England Lions 321-4 (37.1) |
|                    |         | England Lions gewinnt mit 6 Wickets |   |                            |

| 14. Juli Scorecard | Worcester | Südafrika 360-7 (50)           | – | England Lions 253 (38.2) |
|                    |           | Südafrika gewinnt mit 107 Runs |   |                          |

| 9. – 12. August Scorecard | Canterbury | Südafrika 433 (124.3) & 183 (64.4)                  | – | England Lions 672 (117) |
|                           |            | England Lions gewinnt mit einem Innings und 56 Runs |   |                         |

## One-Day Internationals

### Erstes ODI in Chester-le-Street
| 19. Juli Scorecard | Chester-le-Street | Südafrika 333-5 (50)          | – | England 271 (46.5) |
|                    |                   | Südafrika gewinnt mit 62 Runs |   |                    |

Südafrika gewann den Münzwurf und entschied sich als Schlagmannschaft zu beginnen. Die südafrikanischen Eröffnungs-Batter Janneman Malan und Quinton de Kock gelang es eine erste Partnerschaft aufzubauen. De Kock schied nach 19 Runs aus und wurde durch Rassie van der Dussen ersetzt. Malan verlor nach einem Half-Century über 57 Runs sein Wicket und ihm folgte Aiden Markram der 77 Runs erreichte. Van der Dussen schied nach einem Century über 134 Runs aus 117 Bällen aus, bevor David Miller mit 24* Runs das Innings abschloss. Bester englischer Bowler war Liam Livingstone mit 2 Wickets für 30 Runs. Für England konnten dann die Eröffnungs-Batter Jason Roy und Jonny Bairstow eine Partnerschaft über 102 Runs erzielen. Roy schied nach 43 Runs aus und wurde durch Joe Root gefolgt. Bairstow verlor nach einem Fifty über 63 Runs sein Wicket, während Root nach 86 Runs ausschied. Bis zum Ende des Innings konnten Sam Curran 18 Runs und Brydon Carse 14 Runs erreichen, was jedoch nicht ausreichte, um die Vorgabe einzuholen. Bester südafrikanischer Bowler war Anrich Nortje mit 4 Wickets für 53 Runs. Als Spieler des Spiels wurde Rassie van der Dussen ausgezeichnet.

### Zweites ODI in Manchester
| 22. Juli Scorecard | Manchester | England 201 (28.1/29)        | – | Südafrika 83 (20.4/29) |
|                    |            | England gewinnt mit 118 Runs |   |                        |

Südafrika gewann den Münzwurf und entschied sich als Feldmannschaft zu beginnen. Nachdem Jason Roy für England 14 Runs erzielt hatte, bildete sich eine Partnerschaft zwischen Jonny Bairstow und Phil Salt. Salt schied nach 17 Runs aus und Bairstow nach 28. Daraufhin konnten Jos Buttler und Liam Livingstone eine Partnerschaft aufbauen, bevor Buttler nach 19 Runs ausschied und durch Sam Curran ersetzt wurde. Livingstone erzielte 38 Runs und wurde durch David Willey gefolgt. Curran verlor dann nach 35 Runs sein Wicket und Willey nach 21 Runs und so stieg die Vorgabe auf 202 Runs. Bester südafrikanischer Bowler war Dwaine Pretorius mit 4 Wickets für 36 Runs. Südafrika verlor früh vier Wickets und erreichte so den Stand von 6/4 im vierten Over. Daraufhin konnte sich Heinrich Klaasen etablieren, an dessen Seite David Miller 12 Runs erreichte, bevor ihm Dwaine Pretorius folgte. Klassen schied nach 33 Runs aus und Pretorius erreichte 17 Runs, was jedoch nicht ausreichte, um die Vorgabe einzuholen. Bester englischer Bowler war Adil Rashid mit 3 Wickets für 29 Runs. Als Spieler des Spiels wurde Sam Curran ausgezeichnet.

### Drittes ODI in Leeds
| 24. Juli Scorecard | Leeds | Südafrika 159-2 (17.4) | – | England |
|                    |       | No Result              |   |         |

Südafrika gewann den Münzwurf und entschied sich als Schlagmannschaft zu beginnen. Von den südafrikanischen Eröffnungs-Battern konnte sich Quinton de Kock etablieren und an seiner Seite Rassie van der Dussen etablieren. Nachdem Aiden Markram sich an die Seite von de Kock gesellte begannen Regenfälle, die dazu führten, dass das Spiel abgebrochen wurde. De Kock hatte zu diesem Zeitpunkt ein Half-Century über 92* Runs erreicht, Markram 24* Runs. Die englischen Wickets wurden von David Willey und Adil Rashid erzielt.

## Twenty20 Internationals

### Erstes Twenty20 in Bristol
| 27. Juli Scorecard | Bristol | England 234-6 (20)          | – | Südafrika 193-8 (20) |
|                    |         | England gewinnt mit 41 Runs |   |                      |

Südafrika gewann den Münzwurf und entschied sich als Feldmannschaft zu beginnen. Von den englischen Eröffnungs-Battern konnte Jos Buttler 22 Runs erzielen und wurde durch Dawid Malan gefilgt, de zusammen mit Jonny Bairstow 71 Runs erreichte. Nachdem Malan nach 43 Runs ausgeschieden war, folgte ihm Moeen Ali, der mit Bairstow eine Partnerschaft über 106 Runs erzielte. Ali schied nach einem Fifty über 52 Runs aus, bevor auch Bairstow nach 90 Runs sein Wicket verlor. So endete das Innings mit einer Vorgabe von 235 Runs. Bester südafrikanischer Bowler war Lungi Ngidi mit 5 Wicket für 39 Runs. Der südafrikanische Eröffnungs-Batter Reeza Hendricks konnte zusammen mit dem vierten Schlagmann Heinrich Klaasen eine erste Partnerschaft aufbauen. Klaasen schied nach 20 Runs aus und Hendricks nach einem Half-Century über 57 Runs. Der hineinkommende Tristan Stubbs bildete dann mit Andile Phehlukwayo eine Partnerschaft. Stubbs schied nach einem Fifty über 72 Runs aus und Phehlukwayo nach 22 Runs. Dies war jedoch zu wenig um die Vorgabe einzuholen. Bester englischer Bowler war Richard Gleeson mit 3 Wickets für 51 Runs. Als Spieler des Spiels wurde Moeen Ali ausgezeichnet.

### Zweites Twenty20 in Birmingham
| 28. Juli Scorecard | Cardiff | England | – | Südafrika |
|                    |         |         |   |           |

England gewann den Münzwurf und entschied sich als Feldmannschaft zu beginnen. Für Südafrika erzielte Eröffnungs-Batter Quinton de Kock 15 Runs, bevor Reeza Hendricks zusammen mit Rilee Rossouw eine Partnerschaft über 73 Runs aufbauten. Hendricks schied nach einem Half-Century über 53 Runs aus und an der Seite von Rossouw erreichte Heinrich Klaasen 19 Runs, bevor er mit Tristan Stubbs das Innings beendete. Rossouw erzielte dabei ein Fifty über 96* Runs und Stubbs 15* Runs. Die englischen Wickets erzielten Moeen Ali, Richard Gleeson und Chris Jordan. Für England konnten Eröffnungs-Batter Jason Roy und Jos Buttler eine erste Partnerschaft aufbauen. Buttler schied nach 29 Runs aus und Roy nach 20 Runs, bevor sich eine weitere Partnerschaft zwischen Moeen Ali und Jonny Bairstow bildete. Ali verlor nach 28 Runs sein Wicket und an der Seite von Bairstow folgte Liam Livingstone. Bairstow schied dann mit 30 Runs aus und kurz darauf Livingstone mit 18 Runs. Die verbliebenen Batter konnten die Vorgabe dann nicht mehr einholen. Beste Bowler für Südafrika waren Tabraiz Shamsi mit 3 Wickets für 27 und Andile Phehlukwayo mit 3 Wickets für 39 Runs. Als Spieler des Spiels wurde Rilee Rossouw ausgezeichnet.

### Drittes Twenty20 in Southampton
| 31. Juli Scorecard | Southampton | Südafrika 191-5 (20)         | – | England 101 (16.4) |
|                    |             | Südafrika gewann mit 90 Runs |   |                    |

England gewann den Münzwurf und entschied sich als Feldmannschaft zu beginnen. Von den südafrikanischen Eröffnungs-Battern konnte sich Reeza Hendricks etablieren und an seiner Seite Rilee Rossouw 31 Runs erzielen. Hendricks schied nach einem Fifty über 70 Runs aus, worauf sich die Partnerschaft zwischen Aiden Markram und David Miller etablierte. Miller verlor nach 22 Runs sein Wicket, während Markram da Innings ungeschlagen mit einem Fifty über 51 Runs beendete. Bester englischer Bowler war David Willey mit 3 Wickets für 25 Runs. Von den englischen Eröffnungs-Battern erzielte Jos Buttler 14 Runs und Jason Roy 17 Runs. Der hineinkommende Jonny Bairstow konnte sich etablieren und an seiner Seite Chris Jordan 14 Runs erzielen. Bairstow verlor im 17. Over nach 27 Runs das letzte Wicket der englischen Mannschaft und besiegelte so die Niederlage. Bester südafrikanischer Bowler war Tabraiz Shamsi mit 5 Wickets für 24 Runs, der dafür als Spieler des Spiels ausgezeichnet wurde.

## Tests

### Erster Test in London
| 17. – 19. August Scorecard | London (Lord’s) | England 165 (45) & 149 (37.4)                   | – | Südafrika 326 (89.1) |
|                            |                 | Südafrika gewinnt mit einem Innings und 12 Runs |   |                      |

Südafrika gewann den Münzwurf und entschied sich als Feldmannschaft zu beginnen. England verlor früh die Wickets der beiden Eröffnungs-Batter, bevor sich Ollie Pope etablierte. An seiner Seite erreichte Ben Stokes 20 Runs. Kurz nach dem Lunch setzten Regenfälle ein und das Spiel konnte beim Stand von 116/6 für den Tag nicht mehr aufgenommen werden. Am zweiten Tag schied Pope nach einem Half-Century über 73 Runs aus und von den verbliebenen Battern erreichten Stuart Broad und Jack Leach jeweils 15 Runs, bevor das letzte Wicket fiel. Beste südafrikanische Bowler waren Kagiso Rabada mit 5 Wickets für 52 Runs und Anrich Nortje mit 3 Wickets für 63 Runs. Für Südafrika bildeten die Eröffnungs-Batter Dean Elga und Sarel Erwee eine erste Partnerschaft. Nach 85 Runs schied Elgar nach 47 Runs aus und an der Seite von Erwee erzielten Keegan Petersen 24 und Aiden Markram 16 Runs, bevor dieser nach einem Fifty über 73 Runs ausschied. Nachdem Rassie van der Dussen 19 Runs erreicht hatte, bildete sich eine Partnerschaft zwischen Marco Jansen und Keshav Maharaj über 72 Runs. Maharaj verlor nach 41 Runs sein Wicket und der Tag endete beim Stand von 289/7. Am dritten Tag fand Jansen Anrich Nortje als Partner, bevor er selbst nach 41 Runs ausschied und Nortje das Innings ungeschlagen mit 28* Runs beendete und für einen Vorsprung von 161 Runs sorgte. Beste englische Bowler waren Stuart Broad und Ben Stokes, die jeweils 3 Wickets für 71 Runs erzielten. Für England eröffneten Alex Lees und Zak Crawley. Crawley schied nach 13 Runs aus und an der Seite von Lees erreichte Jonny Bairstow 18 Runs. Nachdem Lees nach 35 Runs ausschied bildeten Ben Stokes und Stuart Broad eine letzte Partnerschaft. Broad schied dabei nach 35 Runs aus und Stokes nach 20 Runs und kurz darauf verlor England das letzte Wicket ohne in der Lage zu sein Südafrika wieder an den Schlag zu holen. Bester südafrikanischer Bowler war Anrich Nortje mit 3 Wickets für 47 Runs. Als Spieler des Spiels wurde Kagiso Rabada ausgezeichnet.

### Zweiter Test in Manchester
| 25. – 27. August Scorecard | Manchester | Südafrika 151 (53.2) & 179 (85.1)             | – | England 415-9d (106.4) |
|                            |            | England gewinnt mit einem Innings und 85 Runs |   |                        |

Südafrika gewann den Münzwurf und entschied sich als Schlagmannschaft zu beginnen. Eine erste Partnerschaft bildete Eröffnungs-Batter Dean Elgar mit dem dritten Schlagmann Keegan Petersen. Elgar schied nach 12 Runs aus und kurz darauf Petersen nach 21 Runs. Ihnen folgte die Partnerschaft zwischen Aiden Markram und Rassie van der Dussen. Markram verlor nach 14 Runs sein Wicket und kurze Zeit später van der Dussen nach 16 Runs. Daraufhin etablierte sich Kyle Verreynne der mit Kagiso Rabada einen partner fand. Verreynne schied nach 21 Runs aus und Rabada verlor das letzte Wicket nach 36 Runs. Beste englische Bowler waren James Anderson mit 3 Wickets für 32 Runs und Stuart Broad mit 2 Wickets für 37 Runs. Für England konnte Eröffnungs-Batter Zak Crawley zusammen mit dem dritten Schlagmann Ollie Pope eine Partnerschaft aufbauen. Pope schied nach 23 Runs aus und nachdem sich an der Seite von Crawley Jonny Bairstow etablierte endete der Tag beim Stand von 111/3. Am zweiten Tag schied Bairstow nach 49 Runs und Crawley nach 38 Runs aus. Darauf fanden Ben Stokes und Ben Foakes zusammen und konnten eine Partnerschaft über 173 Runs erzielen. Stokes schied nach einem Century über 103 Runs aus 163 Bällen aus und wurde gefolgt von Stuart Broad mit 21 Runs und Ollie Robinson mit 17 Runs. Nachdem Jack Leach dann sein Wicket nach 11 Runs verlor deklarierte England das Innings und Foakes blieb ungeschlagen mit einem Century über 113* Runs aus 217 Bällen. Bester Bowler für Südafrika war Anrich Nortje mit 3 Wickets für 82 Runs. Für Südafrika eröffneten Sarel Erwee und Dean Elgar das Innings und verblieben bis zum Ende des Tages beim Stand von 23/0 ohne Verlust eines Wickets. Am dritten Tag schied Elgar nach 11 Runs aus und wurde gefolgt durch Keegan Petersen. Nachdem Erwee nach 25 Runs sein Wicket verlor etablierte sich Rassie van der Dussen, der mit einem gebrochenen Finger spielte, an der Seite von Petersen. Van der Dussen schied dann nach 41 Runs aus und kurz darauf Petersen nach 42 Runs. Kyle Verreynne bildete mit Simon Harmer eine letzte Partnerschaft, doch nachdem Harmer nach 16 Runs ausschied, vielen die verbliebenen Wickets in kurzer Folge und das Spiel endete mit einer Innings-Niederlage für Südafrika und Verreynne beendete das Innings ungeschlagen mit 17* Runs. Beste englische Bowler waren Ollie Robinson mit 4 Wickets für 43 Runs und James Anderson mit 3 Wickets für 30 Runs. Als Spieler des Spiels wurde Ben Stokes ausgezeichnet.

### Dritter Test in London
| 8. – 12. September Scorecard | London (Oval) | Südafrika 118 (36.2) & 169 (56.2) | – | England 158 (36.2) & 130-1 (22.3) |
|                              |               | England gewinnt mit 9 Wickets     |   |                                   |

England gewann den Münzwurf und entschied sich als Feldmannschaft zu beginnen. Der erste Tag musste auf Grund von Regenfällen entfallen. Der zweite Tag wurde auf Grund des Todes von Elisabeth II. ebenfalls gestrichen, jedoch wurde entscheiden, dass ab dem dritten Tag der Test für die verbliebenen drei Tage fortgesetzt werden solle. Südafrika verlor früh seine Eröffnungs-Batter und nachdem Keegan Petersen 12 und Ryan Rickelton 11 Runs erzielten, fand Khaya Zondo mit Marco Jansen einen Partner. Zondo verlor dann nach 23 Runs sein Wicket und wurde durch Keshav Maharaj gefolgt. Jansen schied nach 30 Runs aus und nachdem Maharaj nach kurz darauf nach 18 Runs ausgeschieden war, konnte Südafrika eine Vorgabe von 119 Run machen. Beste Bowler für England waren Ollie Robinson mit 5 Wickets für 49 Runs und Stuart Broad mit 4 Wickets für 41 Runs. Für England konnte von den Eröffnungs-Battern Alex Lees 13 Runs erreichen, bevor sich eine Partnerschaft zwischen Ollie Pope und Joe Root bildete. Root schied nach 23 Runs aus und der ihm folgende Harry Brook erreichte 12 Runs. Pope verlor sein Wicket nach einem Fifty über 67 Runs, bevor der Tag beim Stand von 157/7 endete. Am vierten Tag verlor dann Ben Foakes nach 14 Runs das letzte Wicket und England hatte einen Vorsprung von 40 Runs. Beste südafrikanische Bowler waren Marco Jansen mit 5 Wickets für 35 Runs und Kagiso Rabada mit 4 Wickets für 81 Runs. Für Südafrika bildeten die Eröffnungs-Batter Sarel Erwee und Dean Elgar eine erste Partnerschaft. Erwee verlor sein Wicket nach 26 Runs und wurde gefolgt durch Keegan Petersen. Elgar schied nach 36 Runs aus und Petersen kurz darauf nach 23 Runs. Als Nächstes konnten Khaya Zondo und Wiaan Mulder eine Partnerschaft aufbauen. Mulder verlor nach 14 Runs sein Wicket und Zondo nach 16 Runs. Daraufhin etablierte sich noch einmal Kyle Verreynne und an dessen seine erzielte Keshav Maharaj 18 Runs, bevor er selbst nach 12 Runs das letzte Wicket verlor. Damit hatte Südafrika England eine Vorgabe von 130 Runs gesetzt. Bester Bowler für England waren Ben Stokes mit 3 Wickets für 39 Runs und Stuart Broad mit 3 Wickets für 39 Runs. Für England konnten sich dann die Eröffnungs-Batter Alex Lees und Zak Crawley etablieren, bevor der Tag auf Grund von schlechten Lichtverhältnissen beim Stand von 97/0 endete. Am fünften Tag schied Lees nach 39 Runs aus, bevor Crawley die Vorgabe zusammen mit Ollie Pope einholte. Crawley erzielte dabei ein Half-Century über 69* Runs und Pope 11* Runs. Das südafrikanische Wicket erzielte Kagiso Rabada. Als Spieler des Spiels wurde Ollie Robinson ausgezeichnet.

## Auszeichnungen

### Player of the Series
Als Player of the Series wurden der folgende Spieler ausgezeichnet.
| Serie   | Player of the Series         |
| ------- | ---------------------------- |
| Test    | Ben Stokes und Kagiso Rabada |
| ODI     | Rassie van der Dussen        |
| Tweny20 | Reeza Hendricks              |

### Player of the Match
Als Player of the Match wurden die folgenden Spieler ausgezeichnet.
| Spiel       | Player of the Match   |
| ----------- | --------------------- |
| 1. Test     | Kagiso Rabada         |
| 2. Test     | Ben Stokes            |
| 3. Test     | Ollie Robinson        |
| 1. ODI      | Rassie van der Dussen |
| 2. ODI      | Sam Curran            |
| 3. ODI      | –                     |
| 1. Twenty20 | Moeen Ali             |
| 2. Twenty20 | Rilee Rossouw         |
| 3. Twenty20 | Tabraiz Shamsi        |